# Astana Bandara
Astana Bandara fou rei de Uda Rata, fill i successor de Vimaladharmasuriya I.
El rei Vimaladharmasuriya, sentint que s'acostava la seva mort, va cridar als seus ministres i els va presentar al seu cosí germà Senarat (Senevirat), que havia vestit els hàbits de monjo i acceptava abandonar-los, com a regent durant la minoria del seu fill Astana Bandara, i els va fer prometre a tots lleialtat al fill i al regent; els caps van assentir molt afectats per la imminent mort del rei; l'adigar va fer el jurament en nom de tots. La reina, encara jove, i el nen hereu, foren cridats llavors i solemnement entregats a la cura del regent. El rei va morir poc després.
Llavors Senarat es va casar amb Dona Catherina, la vídua del rei difunt. Quan va néixer el primer fill, que el Rajavaliya anomena Devirajasingha per assegurar el tron pel seu fill, Senarat va fer ofegar secretament al jove Astana Bandara al riu Mahaweli.